# Laniarius poensis
El bubú montano occidental (Laniarius poensis) es una especie de ave paseriforme de la familia Malaconotidae endémica del Golfo de Guinea.
Se encuentra únicamente en las montañas entre Camerún y Nigeria, además de la isla de Bioko.